# Csagatáj kánok listája
Az alábbi lista a Csagatáj Kánság uralkodóit tartalmazza.

## Az egységes kánság (1226–1348)
| Uralkodó                                   | Uralkodott                  | Megjegyzés         |
| ------------------------------------------ | --------------------------- | ------------------ |
| Csagatáj (*1189. december 22.)             | kán: 1226, †1242. július 1. | Dzsingisz kán fia. |
| Kara Hülegü                                | kán: 1242–1246, ld. alább   |                    |
| Jesü Mongke                                | kán: 1246, †1252            |                    |
| Kara Hülegü (2x)                           | kán: 1252, †1252            |                    |
| Mubarak Sáh                                | kán: 1252–1260, ld. alább   |                    |
| Algu                                       | kán: 1260, †1266            |                    |
| Mubarak Sáh (2x)                           | kán: 1266, †1266            |                    |
| Barak                                      | kán: 1266, †1271            |                    |
| Negübej                                    | kán: 1271, †1272            |                    |
| Boka Temür                                 | kán: 1272, †1282            |                    |
| Duva                                       | kán: 1282, †1307            |                    |
| Köncsek                                    | kán: 1307, †1308            |                    |
| Taliku                                     | kán: 1308, †1309            |                    |
| Kebek                                      | kán: 1309–1310, ld. alább   |                    |
| I. Eszen Buka                              | kán: 1310, †1318            |                    |
| Kebek (2x)                                 | kán: 1318, †1326            |                    |
| Eldzsigidej                                | kán: 1326, †1329            |                    |
| Duva Temür                                 | kán: 1329, †1330            |                    |
| Aladdin Tarmasirin                         | kán: 1331, †1334            |                    |
| Buzán                                      | kán: 1334, †1335            |                    |
| Csangcsi                                   | kán: 1335, †1338            |                    |
| Jeszun Temür                               | kán: 1338, †1342            |                    |
| 'Ali-Szultán                               | kán: 1342, †1342            |                    |
| I. Mohammed                                | kán: 1342, †1343            |                    |
| Kazán                                      | kán: 1343, †1346            |                    |
| Danismendzsi                               | kán: 1346, †1348            |                    |
| 1348-ban két részre szakadt szét a kánság. |                             |                    |

## A szétesett kánság (1348–1570)
| Uralkodó                 | Uralkodott           | Megjegyzés     |
| ------------------------ | -------------------- | -------------- |
| Nyugati rész 1348 – 1402 |                      |                |
| Baján Kuli               | kán: 1348, †1358     |                |
| Sáh Temür                | kán: 1358, †1358     |                |
| Tugluk Temür (*1329)     | kán: 1358, †1363     | Keleti kán is. |
| Ilüasz Hodzsa            | kán: 1363-ban, †1368 | Keleti kán is. |
| Adil-Szultán             | kán: 1363, †1363     |                |
| Kabul Sáh                | kán: 1364, †1370     |                |
| Szuurgamitsz             | kán: 1370, †1384     |                |
| Szultán Mahmúd           | kán: 1384, †1402     |                |

| Uralkodó                                    | Uralkodott                | Megjegyzés      |
| ------------------------------------------- | ------------------------- | --------------- |
| Keleti rész (Mongulisztán) 1348 – 1462      |                           |                 |
| Tugluk Temür (*1329)                        | kán: 1348, †1363          | Nyugati kán is. |
| Ilüász Hodzsa                               | kán: 1363, †1368          | Nyugati kán is. |
| Kamar-ud-din                                | kán: 1368, †1392          |                 |
| Hizr Hodzsa                                 | kán: 1389, †1399          |                 |
| Szamsz-i-Dzsahán                            | kán: 1399, †1408          |                 |
| Mohammed Mogul                              | kán: 1408, †1415          |                 |
| Naks-i-Dzsahán                              | kán: 1415, †1418          |                 |
| Avaisz                                      | kán: 1418–1421, ld. alább |                 |
| Sír Mohammed                                | kán: 1421, †1425          |                 |
| Avaisz (2x)                                 | kán: 1425, †1429          |                 |
| Szatuk                                      | kán: 1429, †1434          |                 |
| II. Eszen Buka                              | kán: 1429, †1462          |                 |
| 1462-ben Mongulisztán is két részre szakadt |                           |                 |

| Uralkodó                 | Uralkodott | Megjegyzés     |
| ------------------------ | ---------- | -------------- |
| Nyugati rész 1462 – 1559 |            |                |
| Junusz (*1416)           | 1462–1487  | Keleti kán is. |
| Mahmúd                   | 1487–1508  |                |
| Manszúr (*1482)          | 1503–1514  | Keleti kán is. |
| Szultán Szaid (*1487)    | 1514–1533  |                |
| Abdurasid (*1509)        | 1533–1559  |                |

| Uralkodó                              | Uralkodott | Megjegyzés      |
| ------------------------------------- | ---------- | --------------- |
| Keleti rész (Ujgurisztán) 1462 – 1570 |            |                 |
| Doszt Mohammed (*1445)                | 1462–1468  |                 |
| Kebek Szultán                         | 1468–1469  |                 |
| Junusz                                | 1469–1487  | Nyugati kán is. |
| Ahmed Alak                            | 1487–1503  |                 |
| Manszúr                               | 1503–1543  | Nyugati kán is. |
| Sáh                                   | 1543–1570  |                 |

| Uralkodó                 | Uralkodott | Megjegyzés     |
| ------------------------ | ---------- | -------------- |
| Nyugati rész 1462 – 1559 |            |                |
| Junusz (*1416)           | 1462–1487  | Keleti kán is. |
| Mahmúd                   | 1487–1508  |                |
| Manszúr (*1482)          | 1503–1514  | Keleti kán is. |
| Szultán Szaid (*1487)    | 1514–1533  |                |
| Abdurasid (*1509)        | 1533–1559  |                |

| Uralkodó                              | Uralkodott | Megjegyzés      |
| ------------------------------------- | ---------- | --------------- |
| Keleti rész (Ujgurisztán) 1462 – 1570 |            |                 |
| Doszt Mohammed (*1445)                | 1462–1468  |                 |
| Kebek Szultán                         | 1468–1469  |                 |
| Junusz                                | 1469–1487  | Nyugati kán is. |
| Ahmed Alak                            | 1487–1503  |                 |
| Manszúr                               | 1503–1543  | Nyugati kán is. |
| Sáh                                   | 1543–1570  |                 |

## Fordítás
- Ez a szócikk részben vagy egészben  a   List of Chagatai khans című angol Wikipédia-szócikk fordításán alapul.  Az eredeti cikk szerkesztőit annak laptörténete sorolja fel. Ez a jelzés csupán a megfogalmazás eredetét és a szerzői jogokat jelzi, nem szolgál a cikkben szereplő információk forrásmegjelöléseként.